# غونار هوست
غونار هوست (بالنرويجية البوكمول: Gunnar Høst)‏ هو فقيه لغة نرويجي، ولد في 12 أغسطس 1900، وتوفي في 5 أغسطس 1983.